# Gora Smelyh
Gora Smelyh är ett berg i Antarktis. Det ligger i Östantarktis. Australien gör anspråk på området. Toppen på Gora Smelyh är 1 351 meter över havet.
Terrängen runt Gora Smelyh är platt åt sydväst, men åt nordost är den kuperad. Trakten är obefolkad. Det finns inga samhällen i närheten.